# José Benjamín Zubiaur
José Mariano Benjamín Zubiaur Pujato, noto anche solo come José Benjamín Zubiaur (Paraná, 31 marzo 1856 – Buenos Aires, 6 settembre 1921), è stato un educatore e dirigente sportivo argentino.
Promotore dello sport e dell'educazione fisica, fu uno dei tredici membri originari del Comitato Olimpico Internazionale (CIO). È stato rettore del college di Concepción del Uruguay e direttore delle Escuelas della provincia di Corrientes. Nel 1915, fu direttore della Pubblica Istruzione del Ministero della Pubblica Istruzione.

## Biografia

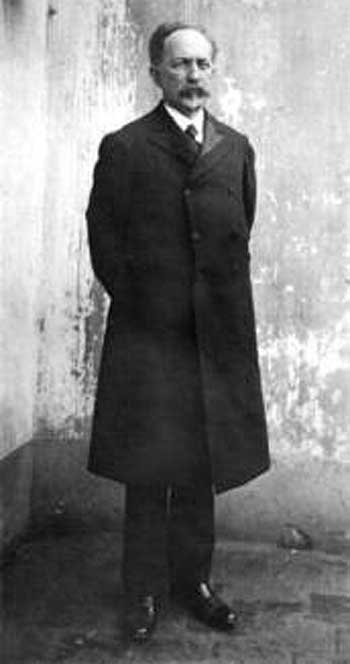
José Benjamín Zubiaur

Nato a Paraná, nella provincia argentina Entre Ríos, fu battezzato il 3 aprile 1856 nella Cattedrale di Nostra Signora del Rosario di Rosario. i suoi genitori erano Mariano Zubiaur e Dolores Pujato; il nonno paterno era originario della provincia basca di Biscaglia. Dopo la prematura morte del padre quando Zubiar aveva sei anni, la famiglia si trovò in difficoltà economiche, cosa che limitò l'educazione di Zubiaur finché non vinse una borsa di studio nel 1875 per l'università argentina Colegio del Uruguay, a Concepción del Uruguay; nel 1877 fu promotore e primo presidente dell'Associazione Educatrice La Fraternidad, composta da alcuni studenti del collegio. Nel 1879, all'età di 23 anni, un anno dopo aver conseguito la laurea, fondò la scuola "Benjamin Franklin" per favorire lo sviluppo di idee innovative nell'istruzione.
Dopo aver ottenuto il titolo di avvocato presso l'Università di Buenos Aires, fondò nel 1886 con altri educatori la rivista La Educación. Ottenne poi un incarico presso il Ministero della Giustizia, superando anche alcune problematiche relative alla sua laicità: il predominio del cattolicesimo in Argentina fece sì che Zubiaur si dovette sposare nel 1886 in Uruguay dal momento che i matrimoni civili non erano riconosciuti nel suo paese d'origine. Nel 1889 il governo argentino lo selezionò, insieme ad Alejo Peyret, per rappresentare il suo paese all'Esposizione di Parigi; qui partecipò al Congres international pour la propagation des exercices physiques dans l'education ("Congresso internazionale per la diffusione degli esercizi fisici nell'educazione"), il cui organizzatore fu Pierre de Coubertin. Il barone francese lo inserì tra i 13 membri fondatori del Comitato Olimpico Internazionale durante il I Congresso Olimpico del 1894; fu l'unico rappresentante di un paese ispanico nel massimo organo sportivo, venendo talvolta indicato genericamente come "membro per il Sud America".
Nel 1892 fu nominato rettore del Colegio di Concepción del Uruguay, ricoprendo tale ruolo fino al 1899; durante il suo rettorato, permise l'iscrizione delle donne all'istituto scolastico e istituì corsi di educazione fisica e di attività pratiche come la legatoria e la fotografia, che furono una novità nell'educazione in Argentina. Nel 1894 conseguì il dottorato in Giurisprudenza con una tesi dal titolo "La protezione dell'infanzia". Fu promotore anche dell'istituzione di scuole in territori rurali come la provincia di La Pampa e quella di Misiones.
Nel 1907, non avendo mai partecipato a nessuna delle sei sessioni del Comitato Olimpico Internazionale che si erano tenute da quando era diventato membro del CIO, venne dichiarato dimissionario; Zubiaur inviò una lettera a de Coubertin il 22 giugno 1907, protestando contro questa decisione e spiegando come le spese di viaggio in Europa fossero per lui proibitive, ma venne comunque confermata la sua estromissione dall'organo sportivo. Continuò comunque con i suoi lavori e impegni pedagogici, traducendo in spagnolo molte opere sull'educazione dei bambini. Nel 1913 fu il primo vicepresidente della Lega Nazionale dell'Educazione, mentre nel 1915 fu responsabile dell'area della Pubblica Istruzione del Ministero della Pubblica Istruzione.

## Opere
- La escuela primaria en Francia: informes sobre el Congreso Pedagójico Internacional y la sección escolar francesa de instrucción primaria en la Esposición Universal de Paris de 1889, Buenos Aires: Taller Tipográfico de la Penitenciaria, 1891
- El colegio histórico, Buenos Aires: Sudamericana de billetes de banco, 1894
- La enseñanza práctica é industrial en la República Argentina, Buenos Aires: Félix Lajouane, 1900
- Sinopsis de la educación en La República Argentina, Buenos Aires: Félix Lajouane, 1901
- La enseñanza en Norte América, Buenos Aires: Juan Canter, 1904
- Las escuelas en Misiones, Buenos Aires: Penitenciaría Nacional, 1904.
- Surcos y semillas escolares, Buenos Aires: Imprenta y encuadernación de la fábrica La Sin Bombo, 1907
- Enseñanza de adultos e instituciones complementarias de la escuela en Norte América, Buenos Aires: Perrotti, 1910
- Ultima etapa oficial: surcos y semillas escolares, Buenos Aires: Talleres gráficos de Juan Perrotti, 1913
- Labor dispersa e inédita: surcos y semillas escolares, Buenos Aires: Talleres Gráficos de Juan Perrotti, 1916